# Sunshine Glacier (Coronation Island)
Der Sunshine Glacier (englisch für Sonnenscheingletscher) ist ein 5 km langer und 3 km breiter Gletscher auf Coronation Island im Archipel der Südlichen Orkneyinseln. Er fließt als größter südlicher Gletscher der Insel in südlicher Richtung zur Iceberg Bay, in die er in Form 60 m hoher Eisklippen einmündet.
Der Falkland Islands Dependencies Survey nahm im Anschluss an eine von 1948 bis 1949 dauernden Vermessung die Benennung vor. Namensgebend war der Umstand, dass bei der Vermessung der Sonnenschein (durch Wolkenlücken hindurch) allein den Gletscher beschien, während die Umgebung im Schatten verblieb.